# 126248 Dariooliviero
126248 Dariooliviero este o planetă minoră (asteroid) din centura de asteroizi. A fost descoperită pe 9 ianuarie 2002 la  de . 
Obiectul prezintă o orbită caracterizată de o semiaxă mare de 2,3871237461504 UAi, o excentricitate de 0,17592058770854, o înclinație de 3,7587126114124 ° în raport cu ecliptica.